# بيت ثعيل (أرحب)

تعديل مصدري - تعديل

بيت ثعيل هي إحدى قرى عزلة عيال عبد الله بمديرية أرحب التابعة لمحافظة صنعاء، بلغ تعداد سكانها 561 نسمة حسب تعداد اليمن لعام 2004.